# Nagylók, Fejér
Nagylók  este un sat în districtul Sárbogárd, județul Fejér, Ungaria, având o populație de 1.115 locuitori (2011). 

## Demografie
Componența etnică a satului Nagylók
     Maghiari (98,49%)
     Necunoscut (0,5%)
     Alții (1,01%)
Componența confesională a satului Nagylók
     Fără religie (20,72%)
     Reformați (9,42%)
     Luterani (1,26%)
     Necunoscută (67,8%)
     Atei (0,81%)
     Alte religii (0,9%)
Conform recensământului din 2011, satul Nagylók avea 1.115 locuitori. Din punct de vedere etnic, majoritatea locuitorilor (98,49%) erau maghiari. Apartenența etnică nu este cunoscută în cazul a 0,5% din locuitori. Nu există o religie majoritară, locuitorii fiind persoane fără religie (20,72%), reformați (9,42%) și luterani (1,26%). Pentru 67,8% din locuitori nu este cunoscută apartenența confesională.